# Восход (пам'ятка природи)
Пам'ятка природи «Восход» (рос. Памятник природы «Восход») — ботанічна пам'ятка природи регіонального значення на території Астраханської області Південного федерального округу Російської Федерації.

## Географія
Пам'ятка природи розташована на території Зеленгинської сільради Володарського району Астраханської області. Знаходиться у східній частині надводної дельти Волги за 3 км на схід від села Яблонка. являє собою лучну ділянку на алювіальних мулисто-болотних ґрунтах.

## Історія
Резерват був утворений 4 жовтня 1985 року з метою охорони еталонної ділянки заплавних лучних ландшафтів з очеретяним рослинним угрупуванням, характерним для Астраханської області.

## Біоценоз
У пам'ятці природи охороняються рослинні угрупування з таких видів: очерет звичайний (очерет звичайний чи очерет південний; Phrágmites austrális), комиш озерний (Schoenoplectus lacustris), бульбокомиш морський (Bolboschoenus maritimus), рогіз вузьколистий (Týpha angustifólia), частуха звичайна (частуха подорожникова або водний подорожник; Alisma plantago-aquatica).

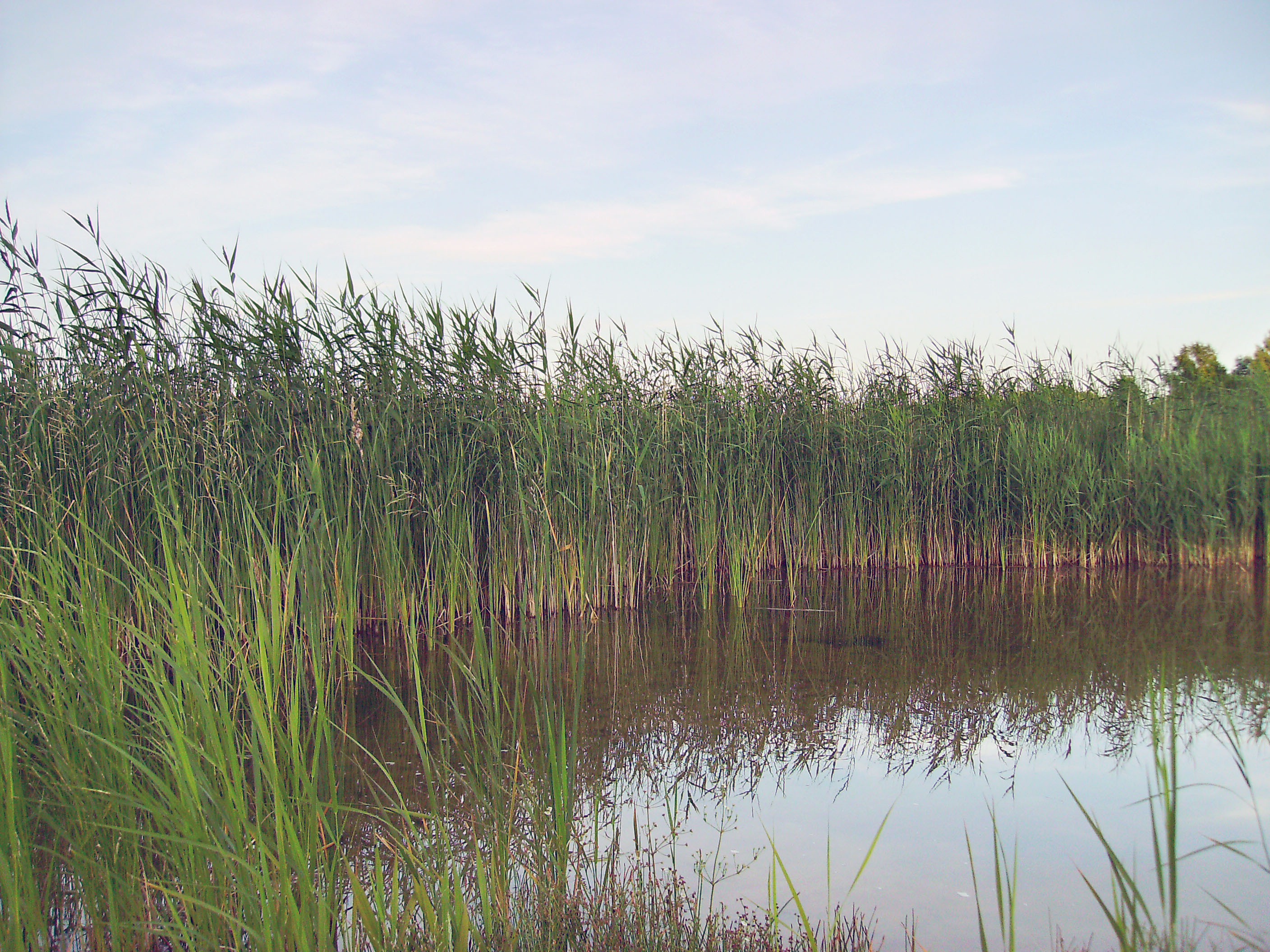
Очерет звичайний (очерет південний)
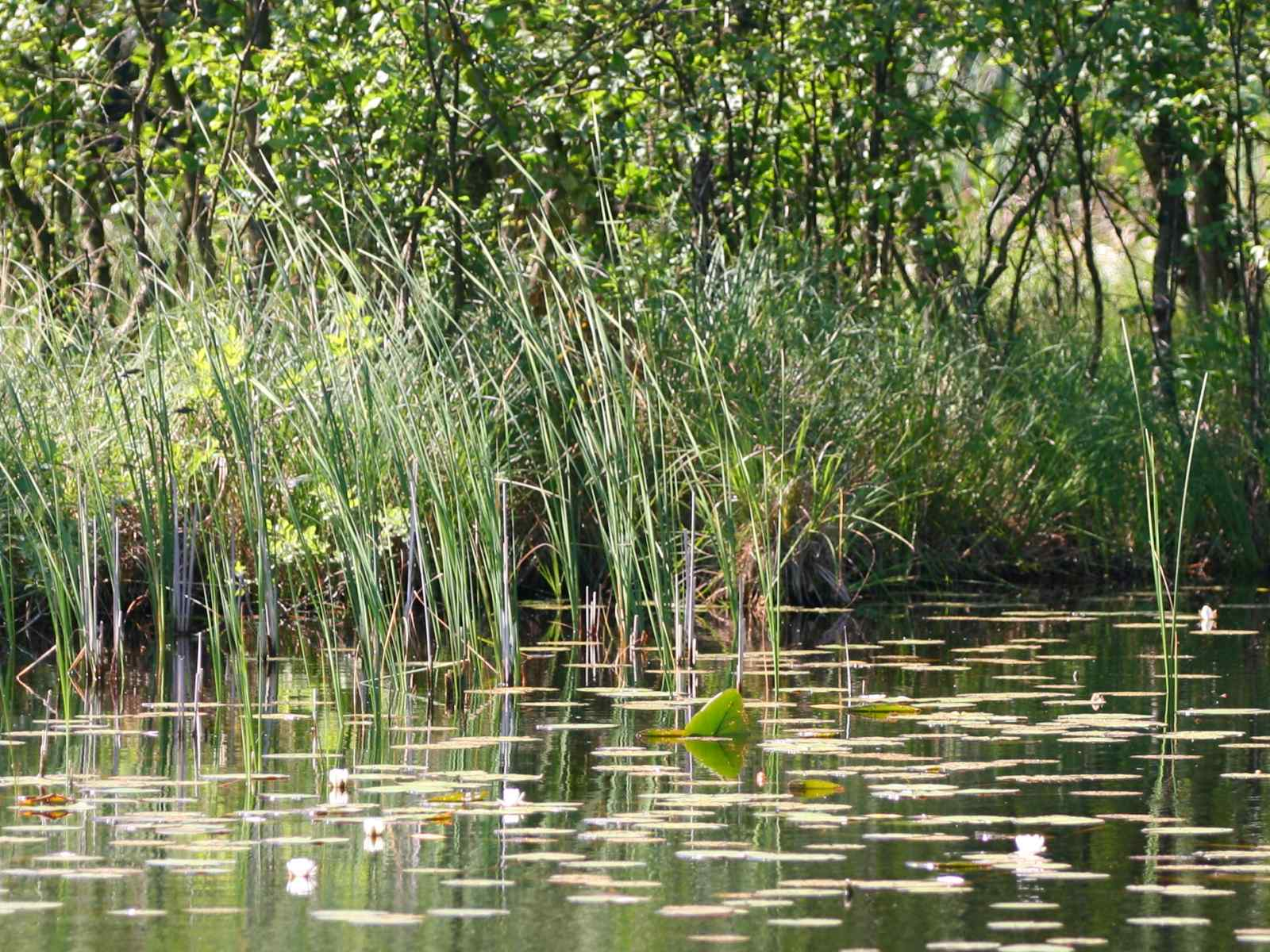
Рогіз вузьколистий
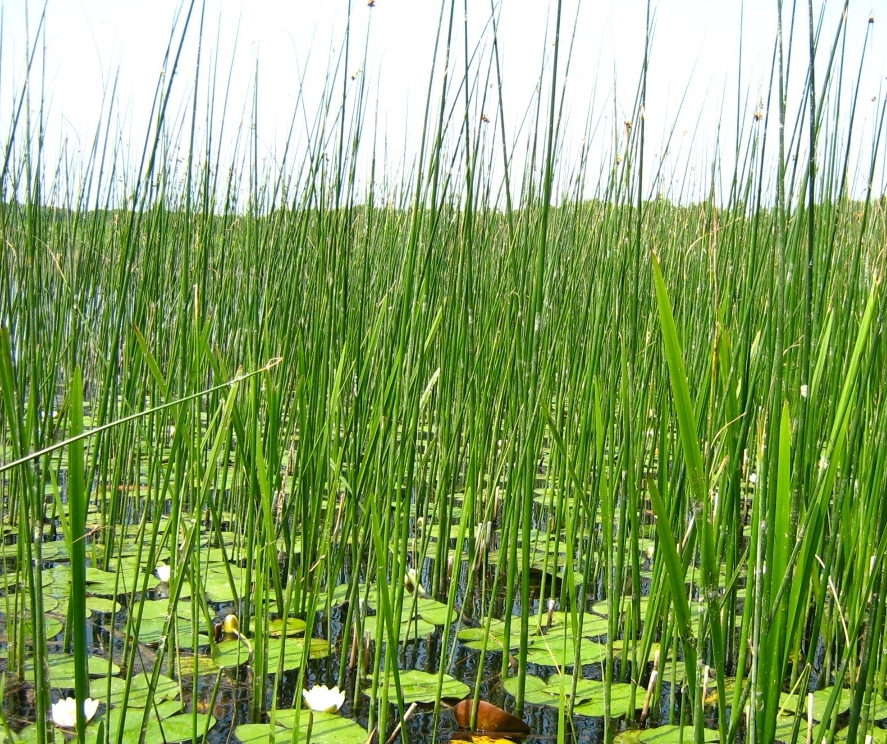
Комиш озерний
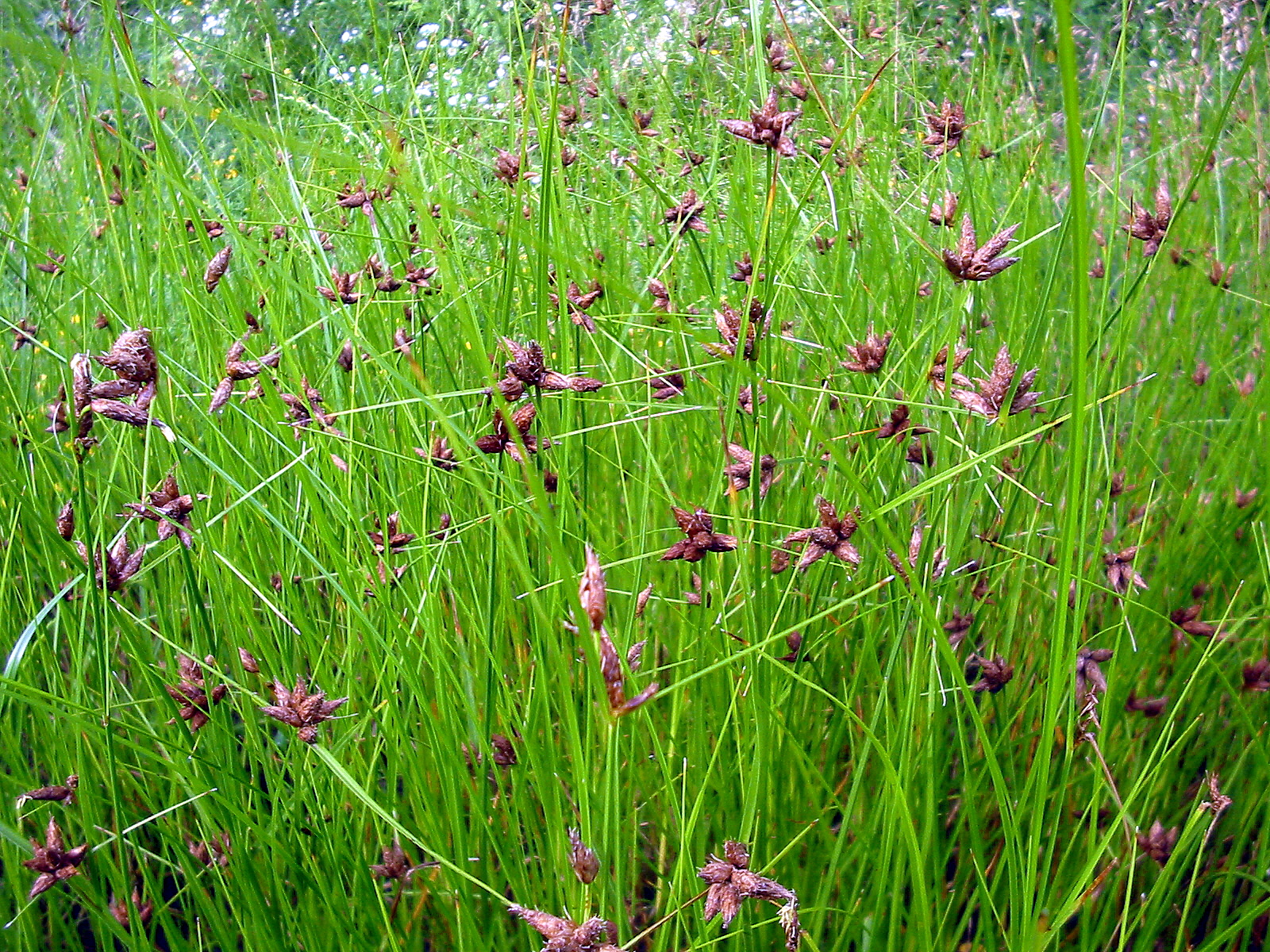
Бульбокомиш морський
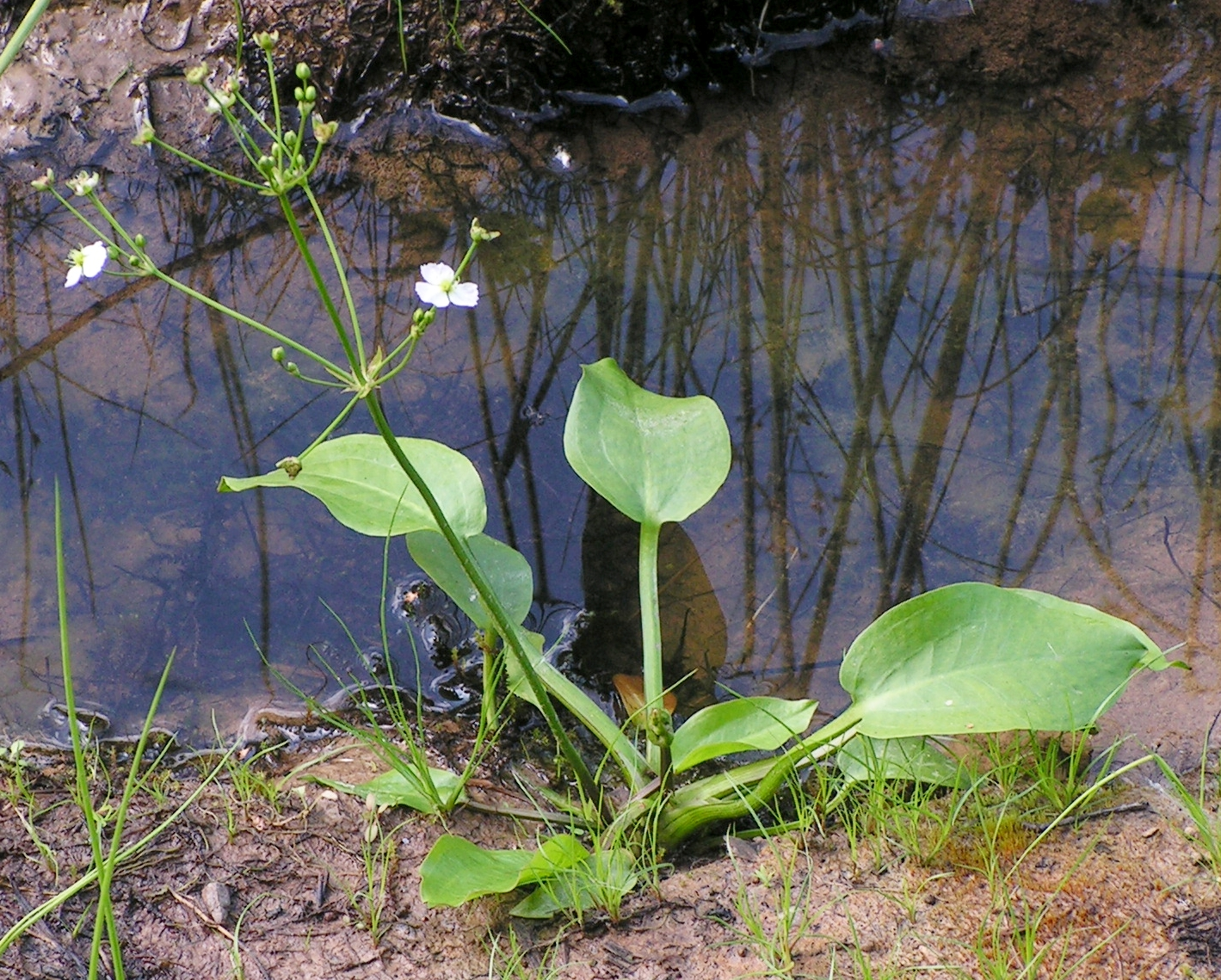
Частуха звичайна (водний подорожнк)